# West Milton
West Milton è un comune degli Stati Uniti d'America, situato nello Stato dell'Ohio, nella contea di Miami.